# Maquis (Star Trek)
De Maquis is een fictieve groepering uit het Star Trekuniversum en komt voor in de televisieseries Star Trek: The Next Generation, Star Trek: Deep Space Nine, Star Trek: Voyager en Star Trek: Picard.

## Geschiedenis
Nadat de Verenigde Federatie van Planeten een ongemakkelijk vredesakkoord met de Cardassiaanse Unie had getekend, was er veel onvrede in het grensgebied tussen de twee grootmachten. Verscheidene Federatie-planeten gingen tot de Cardassiaanse Unie behoren, zonder dat de bewoners van deze planeten daar iets aan konden doen. Deze onvrede leidde er uiteindelijk toe dat de Maquis werd opgericht: een verzetsbeweging die door zowel de Federatie als de Cardassianen als terroristenbeweging werd gezien. In de rangen van Starfleet kon de Maquis op vrij veel sympathie rekenen, en verschillende Starfleet-officieren namen ontslag om zich bij de Maquis aan te sluiten.
De Maquis ontwikkelde zich tot een gevaarlijke guerrillagroepering, maar werd uiteindelijk vrijwel uitgeroeid door de Dominion, toen dit volk uit het Gamma-kwadrant het Alfa-kwadrant binnenviel en zich verbond met de Cardassiaanse Unie.

## Daden
Vooral de Cardassianen waren doel van de acties van de Maquis. Hun schepen werden aangevallen, voorraden werden geroofd en verder waren er diverse sabotage-acties. Starfleetschepen werden over het algemeen met rust gelaten, maar diefstal en sabotage door de Maquis kwam ook aan Federatie-zijde voor.
In de ogen van de Federatie riskeerden de Maquis met hun acties tegen de Cardassiaanse Unie een nieuwe oorlog. De Maquis daarentegen vonden dat hun eigen Federatie hen in de steek had gelaten, waardoor ze het heft wel in eigen handen moesten nemen om hun werelden te behouden. Zeker nadat de Cardassianen hun kolonisten begonnen te bewapenen vonden de voormalige Federatie-koloniën dat gewapend verzet noodzakelijk was geworden.

## Trivia
- De Maquis zijn vrijwel zeker geïnspireerd op de gelijknamige Franse verzetsbeweging uit de Tweede Wereldoorlog. Zie voor meer informatie hierover: Maquis (Franse verzetsbeweging)

## Bekende Maquis-leden
- Ro Laren (uit Star Trek: The Next Generation (TNG))
- Michael Eddington (uit Star Trek: Deep Space Nine (DS9))
- Thomas Riker (uit TNG en DS9)
- Chakotay (uit Star Trek: Voyager)
- B'Elanna Torres (uit Star Trek: Voyager)
- Tuvok (uit Star Trek: Voyager) (In werkelijkheid een spion voor de Federatie)
- Seska (uit Star Trek: Voyager) (In werkelijkheid een spion voor de Cardassiaanse Unie)